# Gilbert Hérail
Gilbert Hérail, talvolta Gilbert Horal (1152 – 21 dicembre 1200), è stato un cavaliere medievale spagnolo, il 12º Gran Maestro dei Cavalieri templari dal 1193 al 1200.

## Biografia
Nacque ad Aragona in Spagna ed entro dell'Ordine dei Templari in giovane età. Visse nella provincia di Provenza e Aragona, dove prese parte alla Reconquista, e divenne Maestro della provincia nel 1190. Nel 1193, alla morte del Gran maestro Robert de Sablé, divenne Gran Maestro dei Templari e l'anno successivo la sua elezione, nel 1194 papa Celestino III confermò ai templari tutti i privilegi concessi dalla bolla Omne datum optimum. Hérial fu noto per la sua volontà di mantenere la pace i cristiani e i musulmani firmata da Riccardo I d'Inghilterra con Saladino, nonostante alcuni non erano d'accordo e che vedevano il Gran Maestro come un traditore in accordo con i nemici.
Durante la sua reggenza l'astio tra i Templari e i cavalieri Ospitalieri aumentò. L'arbitrato di papa Innocenzo III andò a favore dei Gerosolmitani perché il Papa non poteva dimenticare che i Templari avevano firmato degli accordi con Al-'Adil I, fratello di Saladino. Un altro risultato di Gilbert Horal era stata la presa di tempo per organizzare e consolidare i possedimenti dei Templari in Francia e Apulia. In Spagna, i Templari presero parte attiva nella Reconquista, e ottennero la fortezza di Alfambra da Alfonso II di Aragona come ricompensa per i loro sforzi in battaglia. Morì il 21 dicembre 1200 durante la Quarta Crociata.